# Metriomantis ovata
Metriomantis ovata es una especie de mantis de la familia Mantidae.

## Distribución geográfica
Se encuentra en Brasil, Venezuela y la Guayana Francesa.